# Кормильча
Корми́льча — село в Україні, у Чемеровецькій селищній громаді Кам'янець-Подільського району Хмельницької області.

## Назва
В історичних документах поселення Кормильча згадується як: Кормилець, Кормилеці з XV століття.

## Географія
Подільське село Кормильча розкинулось на південному заході України, за 23 кілометри від Кам’янця-Подільського. Селом тече річка Жванчик. Біля села проходить автошлях регіонального значення Р48 Кам'янець-Подільський — Сатанів.
Рельєф села широко хвилястий, неоднорідний. Населений пункт багатий на корисні копалини, такі як: будівельне каміння, каолінові глини, пісок.

### Клімат
Кормильча знаходяться в межах вологого континентального клімату із теплим літом. Але діяльність людини призводить до поганих змін та глобального потепління. Рівень наповнення річок водою в області становить лише 20 % від необхідного стандарту, значна частина земної поверхні стає посушливою.
Грунти населеного пункту належать до Чернівецького агрогрунтового району західної підзони лісостепу.

## Історія

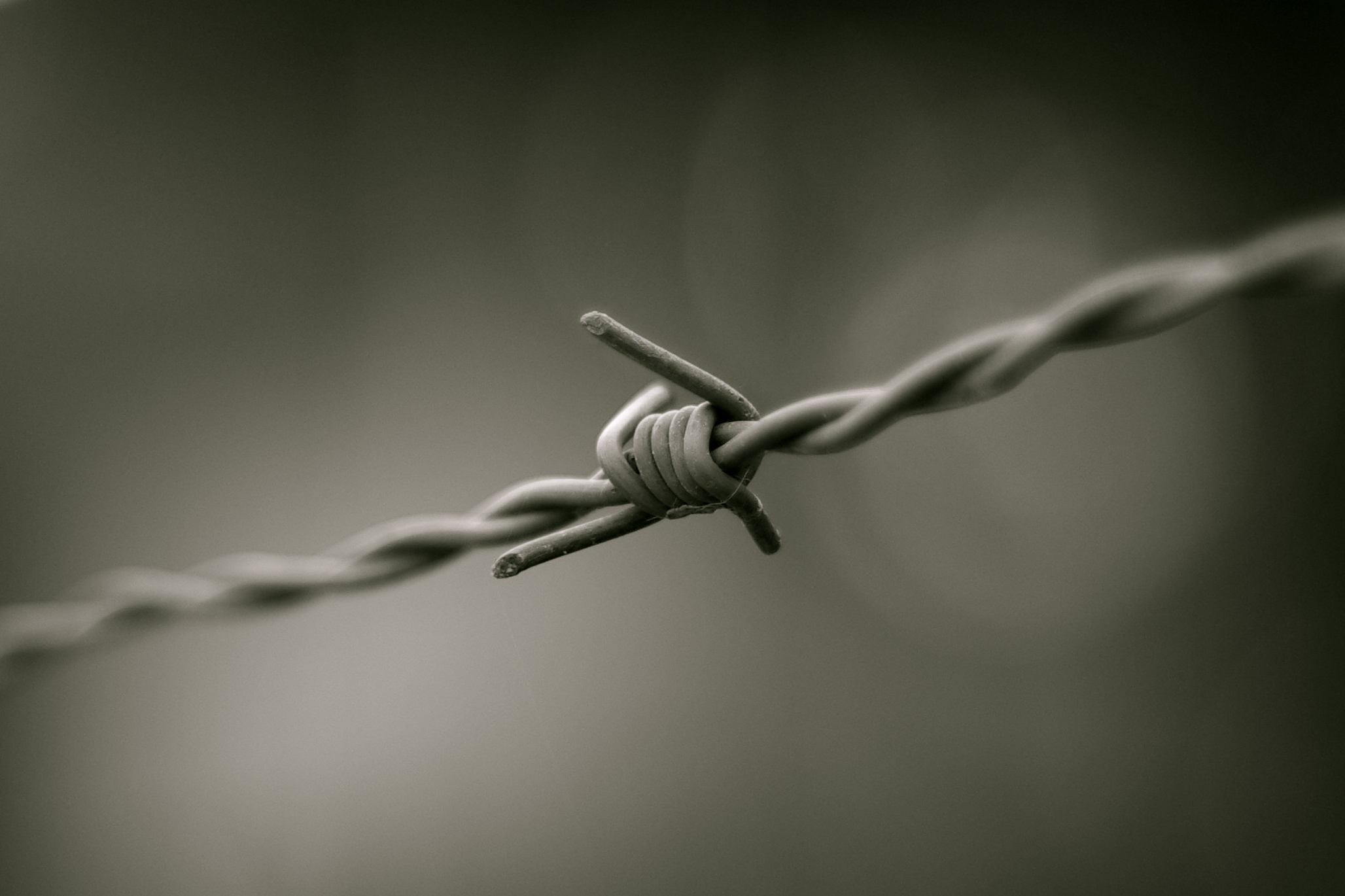
[http://www.reabit.org.ua/nbr/?st=3®ion=&ss=Рудківці&logic=or&f1_type=begins&f1_str=&f2_type=begins&f2_str=&f3_type=begins&f3_str=&f4_from=&f4_till=&f7%5B%5D=all&f14%5B%5D=all#list Національний банк репресованих

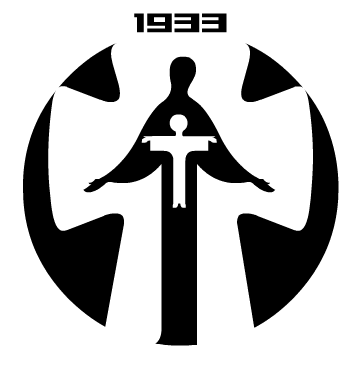
[https://victimsholodomor.org.ua/khmelnytsky/easytable/25-peoples-new.html?start=300 Список жертв Голодомору, Хмельницька область

Археологічні дані стверджують давньоруське походження села. В XI столітті Середня Наддністрянщина, яка з XII століття відома під назвою Пониззя, входила до Теребовлянського князівства, з 1141 року - до Галицького, а 1199 року територія ввійшла до Галицько-Волинського князівства. Літописні джерела характеризують Південно-Західну Русь XII-ХІІ століття як економічно досить розвинутий край.
Король Польщі Владислав II Ягайло видав 9 серпня 1402 року привілей Юрієві зі Львова на посаду війта у Кам'янці та на поселення Кормильче. 26 березня 1410 року дав привілей подільському воєводі Грицькові Кердею на Кормильче та Ходиківці (тепер Зарічанка).
Король Сигізмунд І Старий у 1525 році надав село магістрату Кам'янця для забезпечення доходів, які мали використовуватись на утримання бурмістрів та райців.
Згадане в податковому описі 1565 року серед містечок Подільського воєводства (с. 180).
1593 року Кормильче належало до Анни та Катерини (з роду Гринька Кередея) з Оринина.
1647 року король Владислав IV Ваза призначив доходи села Кормильча на зберігання хлібного магазину і міської артилерії в Кам’янці.
Церква святої Трійці збудована в 1731 році. 1771 року церкву перебудовано за кошти Крузера, кам’янецького судді. Церква була кам’яна в стінах на 9 ліктів, а верх з трьома куполами, структури великої. В 1886 році на місці святої Трійці збудована нова кам’яна одноверха хрещата церква, крита залізом, з дзвіницею над західним входом.
1795 року село Кормильча відносилось до Кам’янецького повіту, Лянцкоронської волості.
XVIII столітті Кам’янець, якому належало село Кормильче, віддав його в оренду міщанам. А з 1809 року селяни Кормильча замість панщини платити Кам’янецькому магістрату гроші.
В другі половині XIX селі був збудований громадський млин,  а також перед першою світовою війною функціонувала каменоломня (кар’єр).  Інженером тут був Чекарда,  десятником Кшемінський. На цю каменоломню селяни ходили на заробітки, де їх жорстоко експлуатували. Каменоломня належала державі. Ходили селяни на заробітки і в Бессарабію до поміщиків.
Внаслідок поразки визвольних змагань на початку XX століття, село надовго окуповане російсько-більшовицькими загарбниками.
Радянська окупація принесла колективізацію та розкуркулення, мешканці села зазнали репресій.
В 1932–1933 селяни села пережили сталінський голодомор.
Роки Великого терору 1936-1937 вбито осіб різних національностей і професій, багато людей було виселлено як сім'ї «ворогів народу».
Після завершення Другої світової війни у 1946—1947 роках мешканці села вчергове пережили голод.
З 1991 року в складі незалежної України.
15 вересня 2016 року шляхом об'єднання сільських територіальних громад, село увійшло до складу Чемеровецької селищної громади. Об'єднання в громаду має створити умови для формування ефективної і відповідальної місцевої влади, яка зможе забезпечити комфортне та безпечне середовище для проживання людей.
До адміністративної реформи 19 липня 2020 року село належало до Чемеровецького району, після його ліквідації, увійшло до складу Кам'янець-Подільського району.

## Населення
На 1900 рік населення Кормильча складало: 756 чоловічого та 755 жіночого населення, сумарно 1501 особа.
Населення становить 799 осіб на 2001 рік.

### Мова
У селі поширені західноподільська говірка та південноподільська говірка, що відносяться до подільського говору, який належить до південно-західного наріччя.
Розподіл населення за рідною мовою за даними перепису 2001 року:
| Мова       | Відсоток |
| ---------- | -------- |
| українська | 98,62%   |
| російська  | 1,38%    |

## Відомі уродженці

### Народились
- Карачківський Михайло Федорович (1899—1950) — український історик, священик, один з учнів Михайла Грушевського його київського періоду.
- Свято Василь Петрович — Народний депутат України, кандидат фізико-математичних наук.
- Польовий Віктор Павлович — український лікар та науковець у галузі хірургії.

### Проживали, перебували
- Кердейович Грицько — руський (український) боярин з роду Кирдеєвичів, державний і військовий діяч Польського Королівства.

## Природоохоронні території
Село лежить у межах національного природного парку «Подільські Товтри».

## Світлини

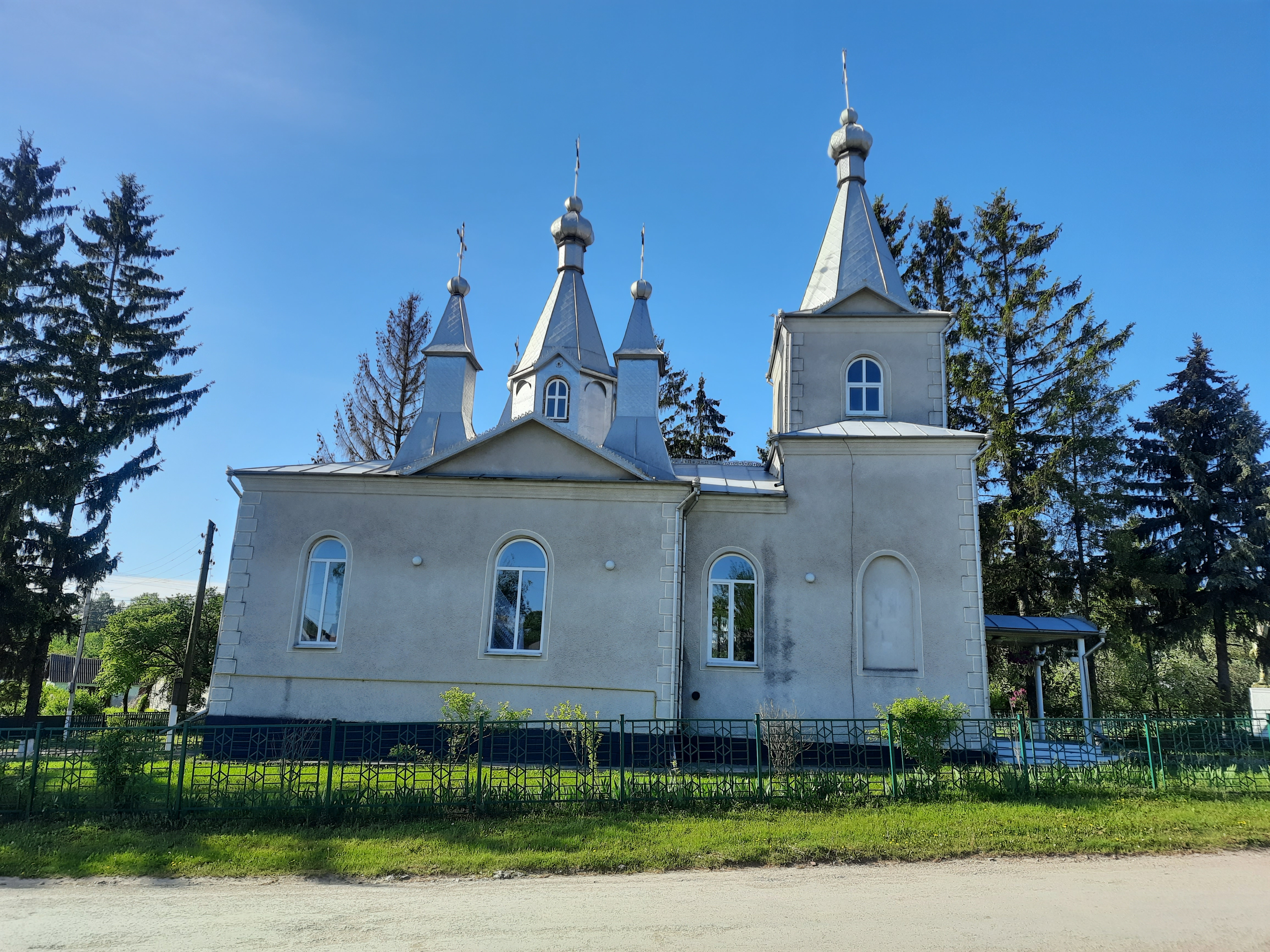
Троїцька церква
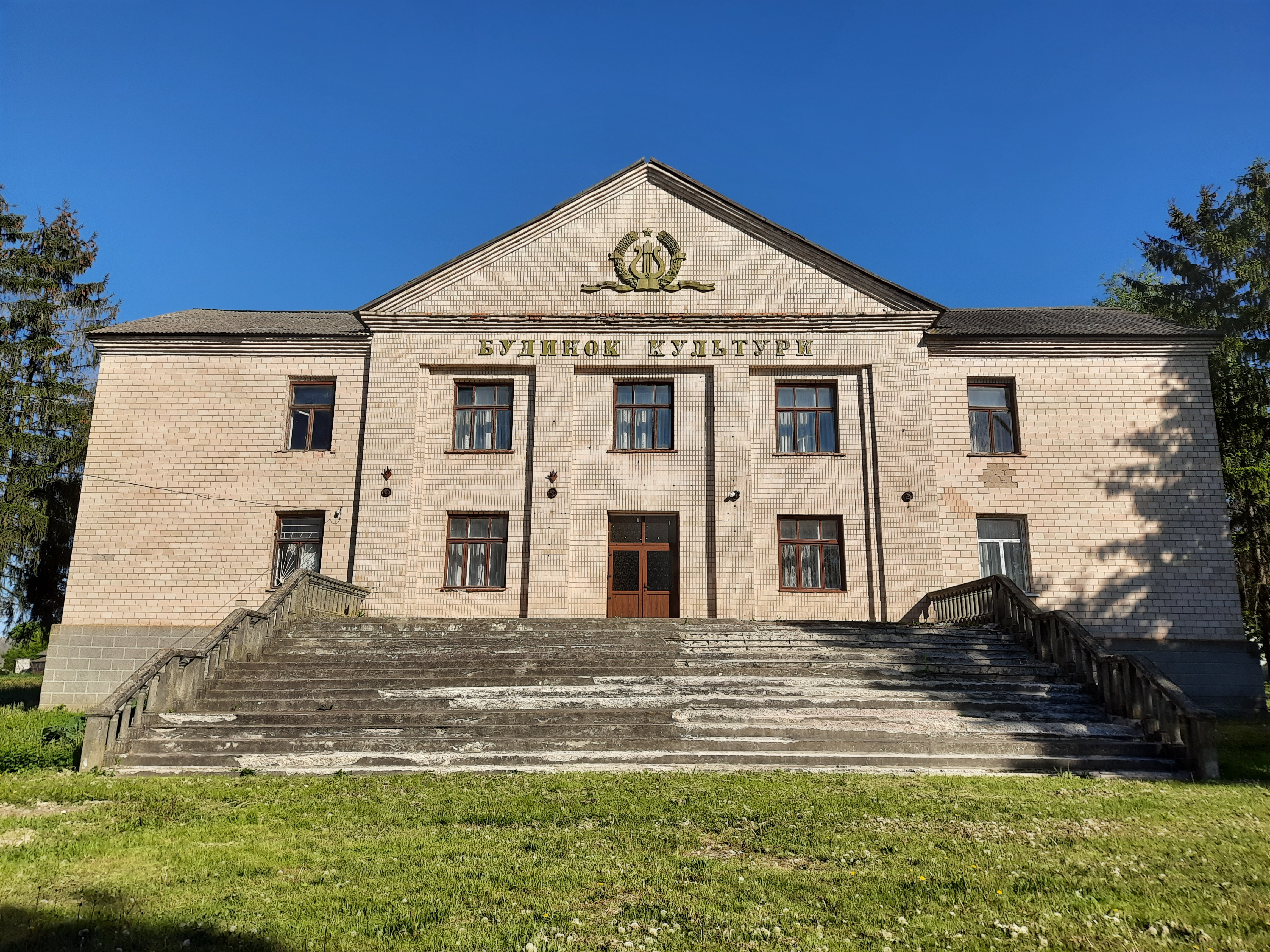
Будинок культури
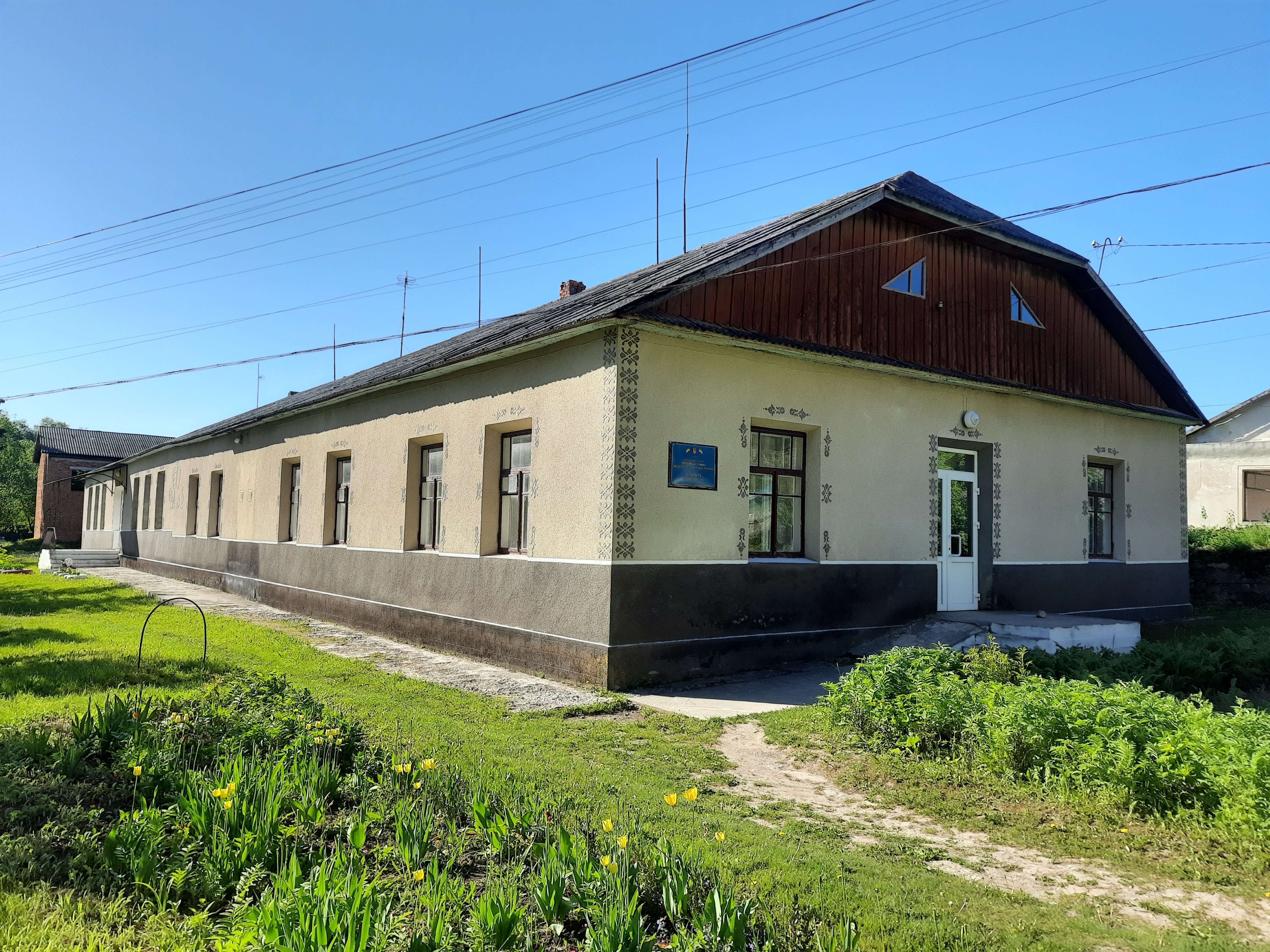
Старостат
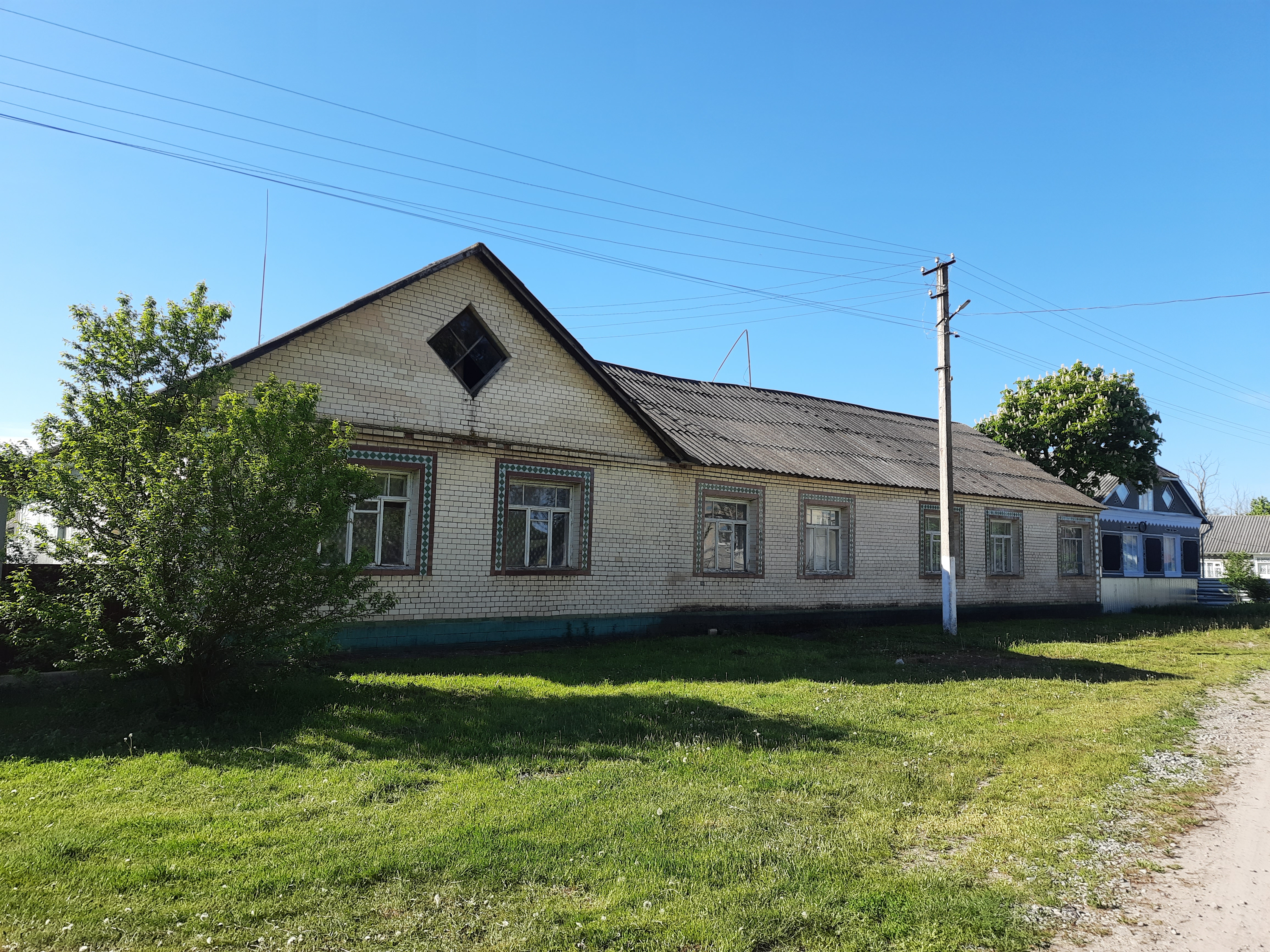
Колишня школа
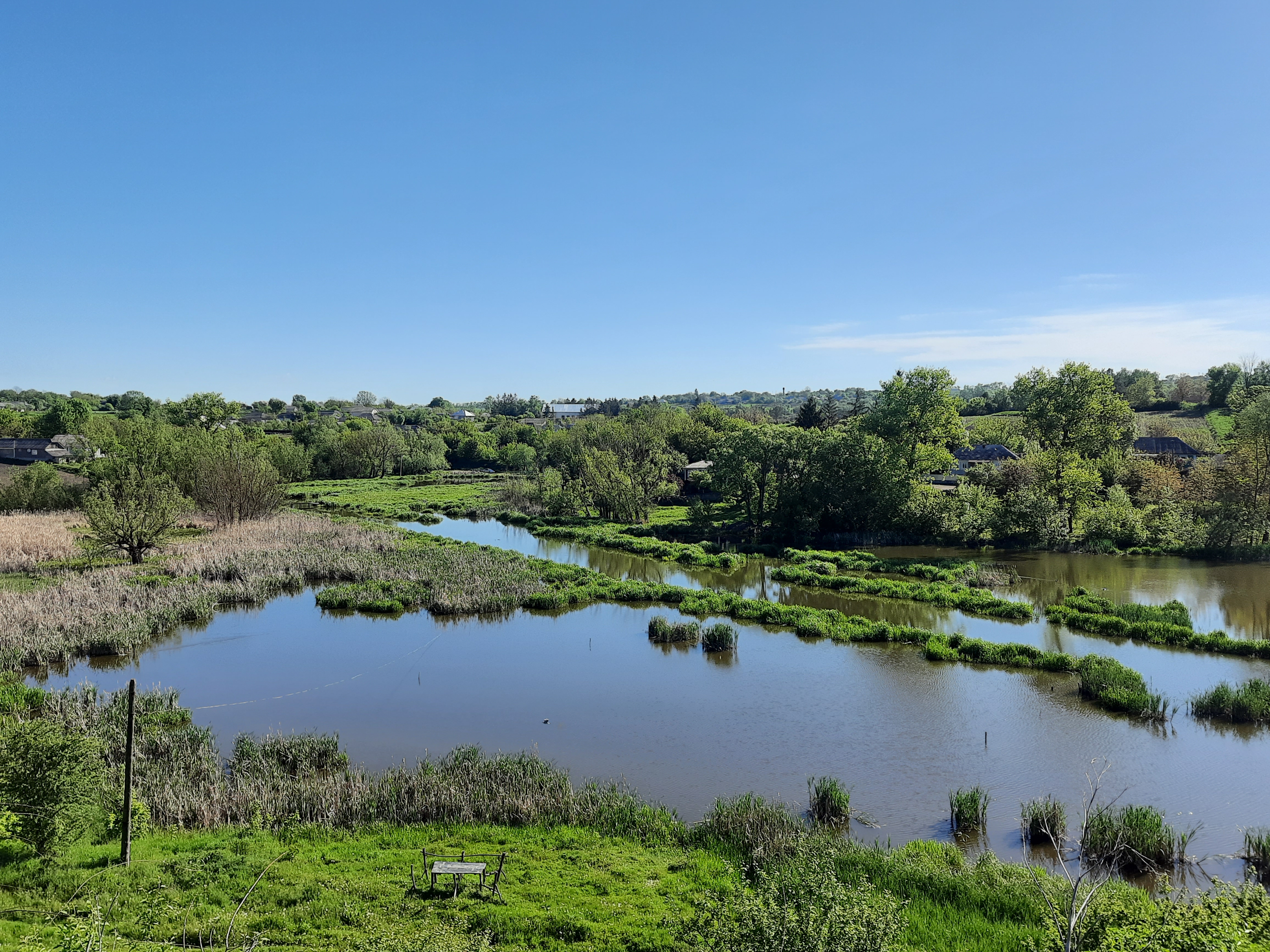
Ставок біля села